# 丁冬放
丁冬放（1909年—1989年3月23日），原名陈士彦，又名友群，江苏兴化人，中华人民共和国政治人物。

## 生平
清宣统元年出生。就读于国立上海劳动大学。1934年11月，被国民党当局逮捕，并押在上海提篮桥监狱达3年8个月。抗日战争爆发，被无条件集体释放。赴延安中央青委工作，先后任陕西云阳、延安吴堡青训班指导员、教务处副处长、泽东青年干部学校班主任、教学检查科长等职。1941年至1944年，先后担任中央政治研究室中国经济组副组长，兼中央财经部经济科长和陕甘宁边区银行顾问，中央办公厅研究组负责人。1944年冬，随王震三五九旅南下，抵中原解放区，任中原行政公署党组成员、财经处副处长，一纵队财政部副部长等职。第二次国共内战时期，曾任哈尔滨特别市财政局副局长兼税务局长，建设局长，中共抚顺市委委员，抚顺矿务局工务处处长等职。
中华人民共和国成立后，丁冬放一直从事财政金融工作，曾任东北人民政府经济计划委员会综合处处长，中国人民银行东北区行副行长、党组成员。1952年初，调中国人民银行总行，先后任信贷局局长、办公厅主任、行长助理、副行长、党组成员等职。1958年，担任《红旗》杂志编辑委员会。1959年，曾出席在莫斯科召开的社会主义国家银行行长会议。
1989年3月23日，因病在北京去世。